# سیدوروفکا (شهرستان زیلایرسکی، باشقیرستان)
سیدوروفکا (انگلیسی: Sidorovka, Zilairsky District, Republic of Bashkortostan) یک شهرک در شهرستان زیلایرسکی استان باشقیرستان کشور روسیه است.